# Tour Montparnasse
La tour Montparnasse est le plus haut gratte-ciel de Paris intra-muros, situé dans le quartier Necker (15e arrondissement). Sa hauteur de 209 m (ou 210 m selon les sources) en a fait pendant près de quarante ans l'immeuble le plus haut de France, jusqu'à l'achèvement, en 2011, de la tour First à La Défense.
Inaugurée en 1973, la tour Montparnasse fut conçue par les architectes Jean Saubot, Eugène Beaudouin, Urbain Cassan et Louis de Hoÿm de Marien sous la direction du promoteur Jean-Claude Aaron. Elle fait partie de l'ensemble immobilier Tour Maine-Montparnasse (EITMM).

## Histoire

### Le projet
En 1934, l'ancienne gare Montparnasse située sur les bords du boulevard homonyme, face à la rue de Rennes, apparaît mal adaptée au trafic. La ville de Paris envisage de réorganiser le quartier et de construire une nouvelle gare. Mais le projet, confié à Raoul Dautry (qui donnera son nom au parvis de la tour), rencontre de fortes oppositions et doit être mis en sommeil.
En 1956, à l'occasion de l'adoption du nouveau schéma directeur du plan de circulation de Paris, la Société d'économie mixte pour l'Aménagement du secteur Maine Montparnasse (SEMMAM) est créée, ainsi que l'Agence pour l'Opération Maine Montparnasse (AOM). Elles ont pour mission de réaménager le quartier, ce qui nécessite de raser de nombreuses rues, souvent délabrées et insalubres. Le chantier occupe alors jusqu'à 8 hectares.
En 1958, les premières études de la tour sont bien lancées, mais le projet est vivement critiqué du fait de la hauteur du bâtiment. Une polémique commence et entraîne des ralentissements dans le projet, porté par le ministre de l’Équipement Edgard Pisani, qui obtient le soutien d'André Malraux, alors ministre de la Culture du général de Gaulle.
Cependant, la reconstruction de la gare Montparnasse à quelques centaines de mètres au sud de l'ancienne et la destruction de la gare du Maine, qui est incluse dans le projet immobilier de l'AOM, agence commune qui regroupe les quatre architectes : Urbain Cassan, Eugène Beaudouin et Louis de Hoÿm de Marien, est réalisée de juin 1966 au printemps 1969 avec le concours de l'architecte Jean Saubot.
En 1968, André Malraux accorde le permis de construire de la Tour à l'AOM et les travaux débutent cette même année.
C'est en 1969 qu'est finalement prise la décision de construire un centre commercial. Georges Pompidou, alors président de la République, souhaite doter la capitale d'infrastructures modernes. Et malgré une importante polémique, la construction de la tour peut démarrer.
Pour la géographe Anne Clerval, cette construction symbolise la tertiarisation de Paris dans les années 1970 résultant des politiques de désindustrialisation qui, dès les années 1960, favorisent le « contournement par l’espace des bastions ouvriers les plus syndiqués à l’époque ». Elle est également devenue un bâtiment emblématique des Trente Glorieuses.

### La construction
La tour Montparnasse a été bâtie entre 1969 et 1973 sur l'emplacement de l'ancienne gare Montparnasse. La première pierre fut posée en 1970 et l'inauguration eut lieu en 1973.
Les fondations de la tour sont constituées de 56 piliers en béton armé s'enfonçant à 70 mètres sous terre. Pour des raisons d'urbanisme, la tour devait être construite juste au-dessus d'une ligne de métro ; et pour éviter d'utiliser le même appui et de le fragiliser, les structures du métro furent protégées par un corsage en béton armé. D'autre part, de longues poutres horizontales ont été placées afin de permettre de dégager l'espace nécessaire en sous-sol pour aménager les voies pour trains.

### Après la construction

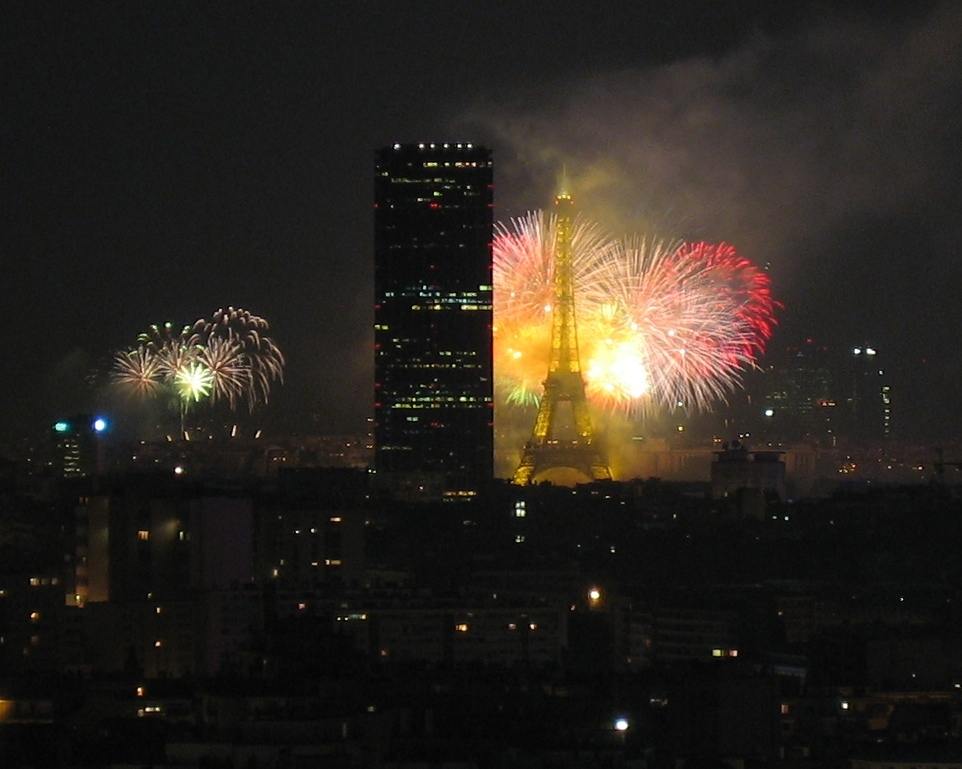
La tour illuminée par le feu d'artifice du 14 juillet 2005.

Le 14 octobre 2004 vers 13 h 30, un morceau de vitre d'une trentaine de centimètres de côté, ainsi que des éclats de verre sont tombés du 53e étage de la tour Montparnasse. Aucune personne ne fut blessée, seuls les toits de trois voitures qui passaient au pied de la tour ont été endommagés. Un incident similaire a lieu en octobre 2010,.
Le 5 juillet 2010, l'accès à la tour est interdit toute la journée en raison d'une coupure de courant touchant une partie des 15e, 14e et 7e arrondissements de Paris. La coupure de courant est due à un incendie la nuit précédente dans une galerie souterraine, qui a coupé une ligne à très haute tension. Le courant est rétabli dans la tour en fin d'après-midi après l'intervention d'ERDF.
Début 2012, la tour s'habille d'un nouvel éclairage nocturne, « qui évoluera en fonction des saisons ». Cet éclairage dénombre au total près de 40 000 points lumineux organisés autour de 58 projecteurs à LED (placés à l'intérieur de chaque étage, aux quatre coins de la tour). D'un coût d'un million d'euros, cette rénovation est prévue pour consommer « l'équivalent d'à peine dix fers à repasser ».
Le 13 mai 2017, un logo géant est installé sur la façade de la tour pour soutenir la candidature de Paris pour l'organisation des Jeux olympiques d'été de 2024. Le 23 mai, la tour est symboliquement éteinte à partir de minuit en hommage aux victimes de l'explosion de Manchester. C'est la première fois que la tour s'éteint pour un attentat.
Fin 2020 et pour une durée d'un mois, le logo de l'application TousAntiCovid est installé sur la façade ouest de la tour afin de mobiliser les Français, face à la pandémie de Covid-19.

## Projet de restructuration
En juin 2016, un concours international d'architecte - "Demain Montparnasse" - est lancé par l'EITMM via leur conseil CIIAM (Colliers International Investment Asset Manager) en vue de moderniser et transformer la tour d'ici 2024, avec un budget estimé de 500 à 700 millions d'euros. Selon les initiateurs du projet « il s’agit de la mettre aux standards de demain et, ainsi, de lui redonner ce caractère de modernité qu’elle représentait il y a quarante ans ». Sept projets doivent être retenus en septembre et présentés aux élus locaux et aux riverains. L'architecte Jean-Marie Duthilleul est un des conseils de l'EITMM (aux côtés de CIIAM et de la société Artelia) pour cette opération. Il indique que la forme même de la tour pourrait changer : « toutes les propositions sont possibles, on accepte les surprises. Pourquoi pas des balcons ou des occlusions dans la façade ? Pourquoi pas une coiffe pour en finir avec ce toit plat ? ».
Le lauréat sélectionné parmi sept autres propositions en septembre 2017 est l’équipe d’architectes français Nouvelle AOM (Nouvelle Agence pour l’Opération Maine-Montparnasse). Le projet retenu propose « une métamorphose bioclimatique de la façade ». Il vise à rendre le gratte-ciel lumineux et transparent (a contrario de son actuelle façade sombre et austère, beaucoup décriée), d'ajouter plusieurs espaces végétalisés, de réaménager son parvis et de lui ajouter une serre de 18 mètres de haut, portant le gratte-ciel à une hauteur de 232 mètres, mais qui devrait finalement être limitée à 224 m. 12 000 personnes pourront y travailler, contre 6 000 actuellement. La tour devrait également consommer dix fois moins d'énergie. L’immeuble sera ainsi partiellement autonome en énergie, grâce notamment à une « double peau » de façade, au système de récupération d’eau de pluie sur les débords et aux vitrages.
Le chantier, de 300 millions d'euros, doit être totalement financé par la quarantaine de copropriétaires de l'immeuble. Les 40 000 m2 des anciens vitrages sombres seront réutilisés, comme éléments de signalétique par exemple, et partiellement recyclés en mobilier.
Les travaux étaient initialement prévus entre 2019 et 2023. En 2023, le début des travaux est annoncé après les Jeux olympiques pour une durée de quatre ans.

## Localisation de la tour
La tour Montparnasse est implantée dans le quartier Necker, dans l'est du 15e arrondissement (dans l'axe du boulevard de Vaugirard), à la limite avec le 14e (plus précisément le quartier du Montparnasse dont elle tire son nom ; dans l'axe du boulevard Edgar-Quinet) et avec le 6e (dans l'axe de la rue de Rennes).

L'axe créé par la tour Montparnasse et la tour Eiffel débouche sur le quartier de la Défense.

Elle s'insère dans le prolongement de l'axe créé par le palais de Chaillot, le Trocadéro, la tour Eiffel, le Champ-de-Mars et l'École militaire, en parallèle avec l'axe historique.
Son adresse postale officielle est le 33, avenue du Maine. Toutefois, elle est également encadrée par les rues du Départ et de l'Arrivée, le boulevard du Montparnasse et la place du 18-Juin-1940. Elle est séparée de la gare de Paris-Montparnasse par la place Raoul-Dautry.
Elle est desservie par la station de métro Montparnasse - Bienvenüe (lignes 4, 6, 12 et 13) et par de nombreuses lignes de bus (28, 58, 82, 88, 89, 91, 92, 94, 95 et 96).

## Description

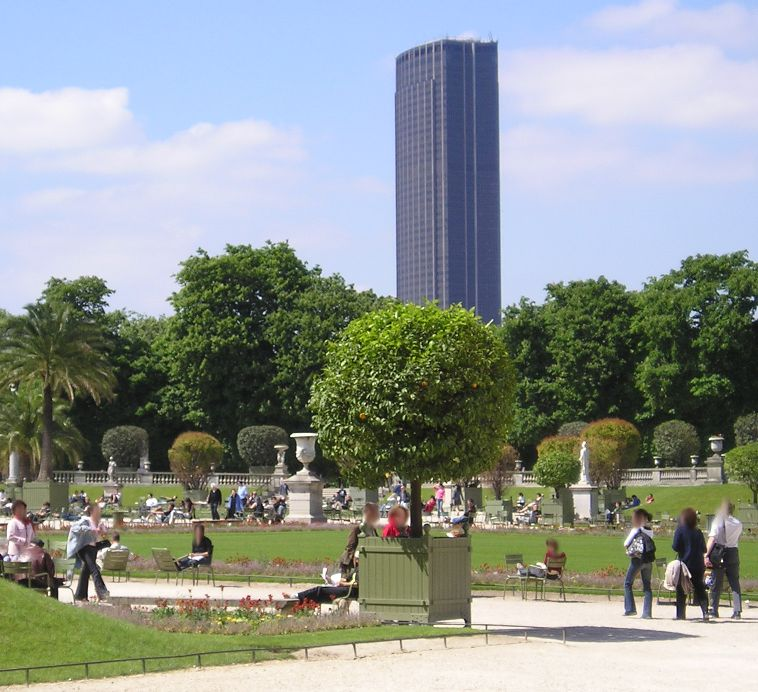
Intégration de la tour dans le paysage, ici celui du jardin du Luxembourg.

### Un des plus grands bâtiments d'Europe
À sa construction, ce gratte-ciel était l'immeuble de bureaux le plus haut d'Europe, et il l'est resté pendant dix-sept ans, jusqu'à la construction à Francfort de la Messeturm, en 1990.
Elle est 25e au classement des plus hautes tours d'Europe en 2016.

### Caractéristiques de la tour
La tour est érigée au-dessus de la ligne 6 du métro, dans un sol considéré comme difficile, car constitué de calcaire, d’argile et de craie. Ses fondations sont constituées de 56 piliers de béton armé, dont certains atteignent 3,5 mètres de diamètre, descendent jusqu'à 70 mètres en dessous du niveau de la rue.

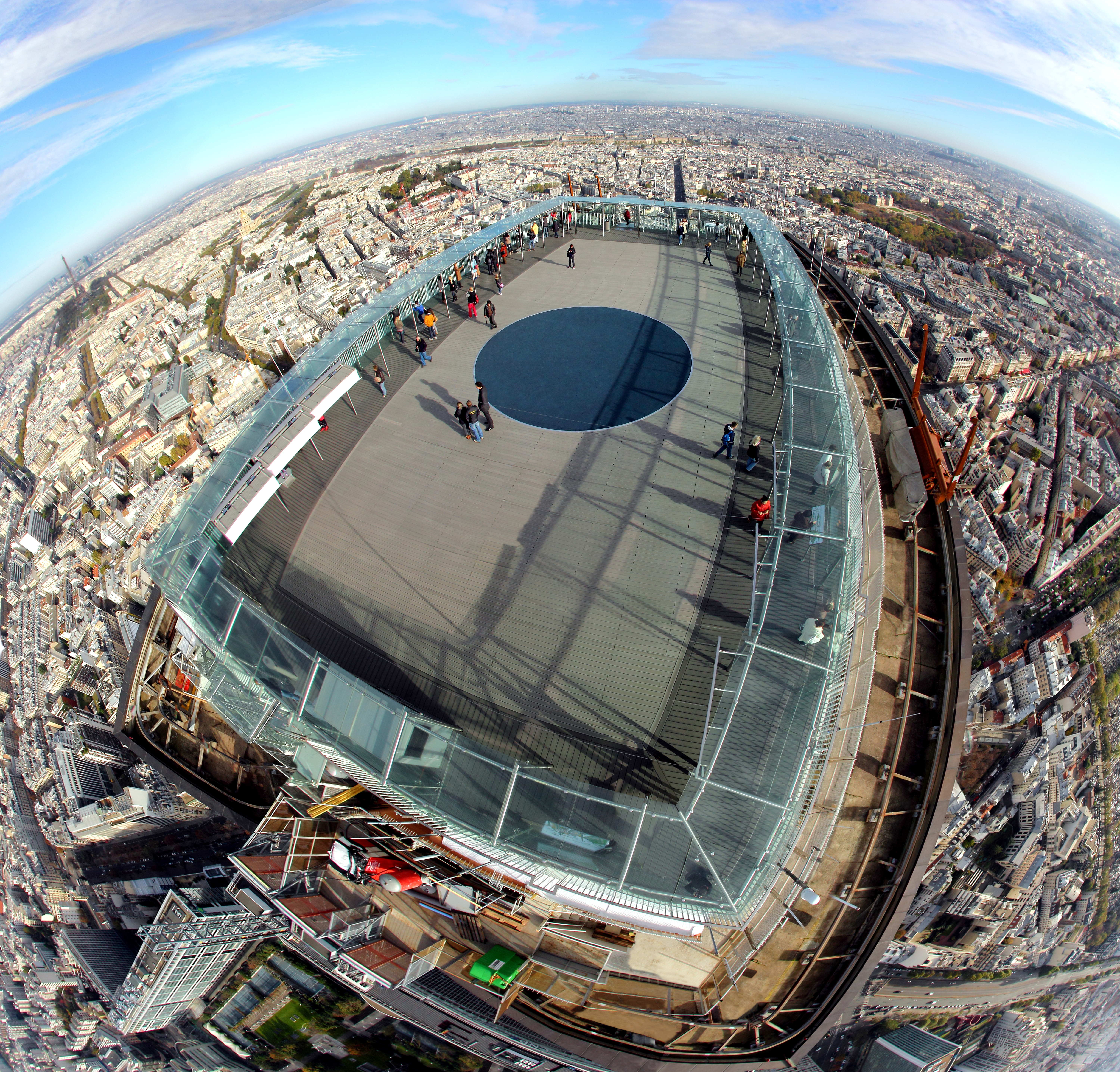
Terrasse du 59e étage de la tour Montparnasse, en bois composite Silvadec,.

La tour mesure 210 mètres de haut, et sa base a la forme d'une amande de 50 × 32 mètres, avec une échancrure triangulaire à ses deux extrémités. Elle pèse 130 000 tonnes, compte 6 niveaux souterrains et 59 étages de 1 700 m2 en moyenne chacun, le tout surmonté d'une terrasse sur le toit. Avec 30 000 m2 de commerces et 100 000 m2 de bureaux (ce qui représente 12 à 13 000 bureaux), la tour Montparnasse est le premier ensemble immobilier européen.
La tour compte 7 200 fenêtres pour 40 000 m2 de façade.
En plus de ses cinq monte-charges, le bâtiment compte 25 ascenseurs, chacun d'eux ne desservant qu'un groupe d'étages. Le plus rapide est celui qui relie sans escale le rez-de-chaussée au 56e étage, à une altitude de 196 mètres, en seulement 38 secondes, qui atteignait une vitesse de 6 m/s, soit 22 km/h, mais réduite à 5 m/s (1,5 étage par seconde) depuis 2009, avec une accélération plus progressive.
Le 56e étage, muni d'un bar-restaurant panoramique, ainsi que la terrasse du 59e étage, qui ne peut être atteinte que par des escaliers, sont accessibles aux touristes, permettant de bénéficier d'une vue intéressante sur Paris à 360°.

## Utilisation des locaux

### Bureaux
La majeure partie de la surface de la tour est occupée par des bureaux : 100 000 m2 au total, répartis sur 53 étages et où environ 6 000 personnes travaillent .

### Entreprises
En 2019, la foncière immobilière LFPI REIM est le plus important copropriétaire de la Tour Montparnasse .
On retrouve également dans la copropriété la Mutuelle générale de l'Éducation nationale (MGEN), copropriétaire historique, UGICI (assureur AXA), la fédération APAJH et le Conseil national de l'Ordre des architectes (installé depuis janvier 2008).

### Mouvements politiques
François Mitterrand y a installé pendant un mois le quartier général de sa campagne pour l'élection présidentielle de 1974.
Le RPR y a siégé à ses débuts, en 1976-1977.
En 2016, Emmanuel Macron installe le QG de son mouvement En marche ! dans des bureaux du 14e étage.
Le mouvement Génération.s fondé par Benoît Hamon s'installe en mars 2018 dans des bureaux du 11e étage. Benoît Hamon avait déjà choisi ces bureaux de la tour Montparnasse pour y établir son QG pendant la primaire citoyenne de 2017.

### Espace public

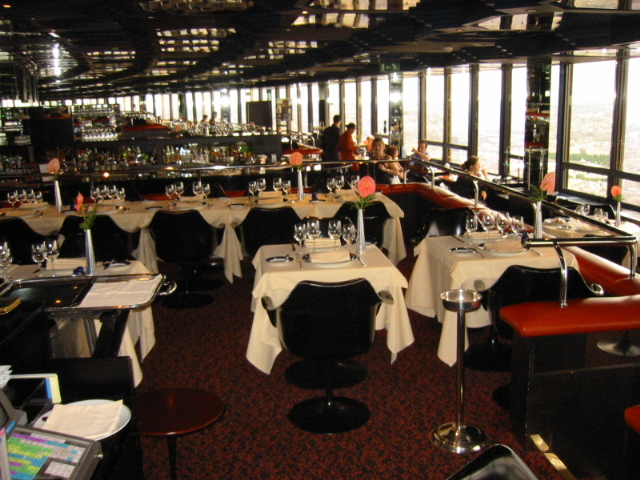
Restaurant gastronomique et panoramique Le Ciel de Paris au.

L’espace ouvert au public, appelé L’Observatoire panoramique de la Tour Montparnasse, appartient à la société Montparnasse 56 qui en gère les visites, essentiellement à l’arrière du restaurant. L’Observatoire offre un panorama sur Paris, trois étages sous la terrasse Panoramique qui elle est gérée par la copropriété. Cette terrasse offre un point de vue unique qui surplombe Paris est situé à 200 mètres d’altitude et offre une vue à 360° sur la capitale jusqu’à 40 km de jour comme de nuit lorsque les conditions météorologiques sont favorables. Il est notamment possible d’y apercevoir les avions décoller de l'aéroport d'Orly (situé à plus de 13,5 kilomètres à vol d'oiseau).
Entièrement rénové en 2005 puis en 2011, le site propose deux niveaux de visite :
Le 56e étage, couvert, avec de nombreuses installations pour mieux comprendre la ville et son histoire : bornes et panoramas interactifs, exposition de photos historiques de Paris. Ce niveau propose également un restaurant gastronomique Le Ciel de Paris, un bar et une boutique de souvenirs. Cet étage est baptisé Montparnasse 56 / Ciel de Paris.

Vue de Paris depuis la terrasse panoramique de la tour Montparnasse, au crépuscule.

### Événements
Dans les années 1980, le tirage du Loto était retransmis en direct depuis le 56e étage de la tour.
Du 10 au 17 octobre 2009, la tour Montparnasse fut utilisée pour une expérience scientifique : un détecteur de muons installé au sommet de la tour envoyait un rayon laser en direction de l'Observatoire de Paris.

### Hélisurface

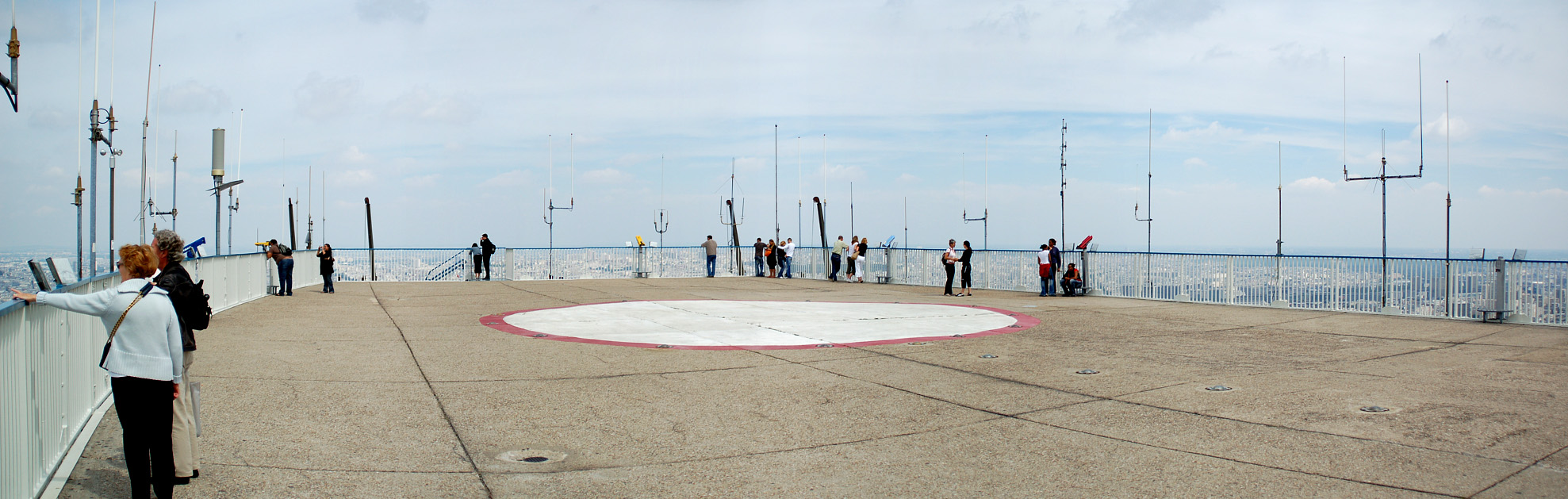
Sur la terrasse, on peut voir le marquage au sol signalant l'hélisurface.

La terrasse de la tour, qui était initialement une « station d'héliportage » est devenue une « station d'hélitreuillage » en 2008.
La rumeur veut que des remises de rançon aient eu lieu par le biais de l'hélisurface dans les années 1990.
Plus récemment, en 2004, le groupe armé terroriste AZF, qui tentait d'extorquer des fonds à l'État français en menaçant de faire exploser des bombes sur le réseau ferré, a demandé que la rançon soit remise par hélicoptère. Ce dernier, un biplace civil à bord duquel les sacs contenant l'argent devaient être chargés de manière bien visible, devait décoller du sommet de la tour et rester quelques minutes à tourner au-dessus en guise de signal, avant de recevoir par téléphone les instructions permettant de savoir où livrer les sacs dans un rayon de 120 kilomètres aux alentours.
Les pilotes rappelèrent cependant que les vents violents qui soufflent à cette altitude empêcheraient le vol stationnaire. Le ministère de l'Intérieur, qui utilisait les petites annonces du quotidien Libération pour communiquer avec le groupe, le fit donc savoir le 24 février en précisant (en langage codé) que « pour assurer réussite, l'oiseau [c'est-à-dire l'hélicoptère] doit s'envoler d'ailleurs »[réf. nécessaire].

## Critiques et controverses

### Architecture
Lors de sa construction et après, la tour fut vivement critiquée. Ses détracteurs la trouvaient (et la trouvent toujours) dérangeante à cause de sa hauteur disproportionnée par rapport au reste de la ville de Paris.
En 1975, trois ans après la fin de la construction, la municipalité décida d'interdire la construction d'immeubles de plus de sept étages. Pourtant certaines tours du quartier des Flandres et du Front de Seine sont de construction postérieure à 1978 (ce qui est possible lorsqu'un certificat d'urbanisme ou un permis de construire a été délivré avant cette dernière date).
Ces critiques entraînent la question récurrente de sa possible destruction. Bertrand Delanoë, ancien maire de Paris, en fut un temps partisan. Bernard Debré, député UMP de Paris et un ancien candidat à la candidature de son parti pour l'élection municipale de 2008, la proposait dans son programme. Cette destruction semble peu probable et ne pourrait être effectuée que par une décision des 300 copropriétaires de l'Ensemble immobilier Tour Maine-Montparnasse (EITMM). Ils ont estimé le coût d'une démolition à un milliard d'euros avec l'indemnisation des propriétaires, le coût du désamiantage, la dépollution des lieux et la démolition à proprement parler.
En novembre 2008, un vote effectué en ligne par les lecteurs du site VirtualTourist.com place la tour Montparnasse en deuxième position des édifices les plus laids du monde, juste derrière l'hôtel de ville de Boston.
Lors de la campagne des élections municipales de 2014, la candidate UMP Nathalie Kosciusko-Morizet annonce qu'elle voudrait « faire disparaître » la tour Montparnasse, estimant qu'elle « n'a pas vraiment de sens ».

### Désamiantage
La présence d'amiante dans des locaux techniques, notamment aux 15e, 42e, 57e et 58e étages, est annoncée en mars 2005.
Le 14 octobre 2013, une information judiciaire est ouverte, notamment pour « mise en danger de la vie d'autrui » par le parquet de Paris. Deux juges d'instruction du pôle santé publique de Paris sont ainsi désignés pour enquêter sur des dépassements du seuil de poussières d'amiante dans la tour.
Cette contamination pose un grave problème technique et économique aux gestionnaires de la tour : entamés en 2005, les travaux ont permis selon les copropriétaires de désamianter 92 % de la surface, pour un coût estimé de 250 millions d'euros .
Depuis le 1er juillet 2013, 890 mesures d'air ont été réalisées .
Des dépassements de seuil sont détectés dans des étages refaits à neuf, avec 98,8 fibres par litre au conseil régional d'Ile-de-France. La découverte de la présence d'amiante dans les gaines de désenfumage, en novembre 2014, explique la teneur d'amiante à hauteur de 11,4 fibres par litre au niveau 1. Cela relance le débat sur l'évacuation de la Tour Montparnasse pendant les travaux, demandée par l'Andeva, alors que le préfet de la région Île-de-France, préfet de Paris, estime que les occupants ne sont pas en danger, soupçonnant plutôt un acte de malveillance, en se basant sur l'imagination du président du syndic, Jean-Marie Pierrel, qui échafaude cette hypothèse pour faire disparaître la cause et la responsabilité du syndic.
En pratique, environ six mille personnes travaillent quotidiennement dans cette tour et la préfecture de région ne veut pas faire évacuer la tour en fonction du nombre d'emplois concernés, c'est-à-dire en raison de l'impact économique, mais aussi parce que la présence d'amiante n'est pas avérée, du point de vue des décideurs.
Officieusement, pour l'inspection du travail, « les chantiers de désamiantage ne sont jamais parfaits. Les entreprises vivent tellement avec l'amiante qu'elles minimisent les risques et n'appliquent pas toutes les procédures ».

## Décor de fictions

### Littérature

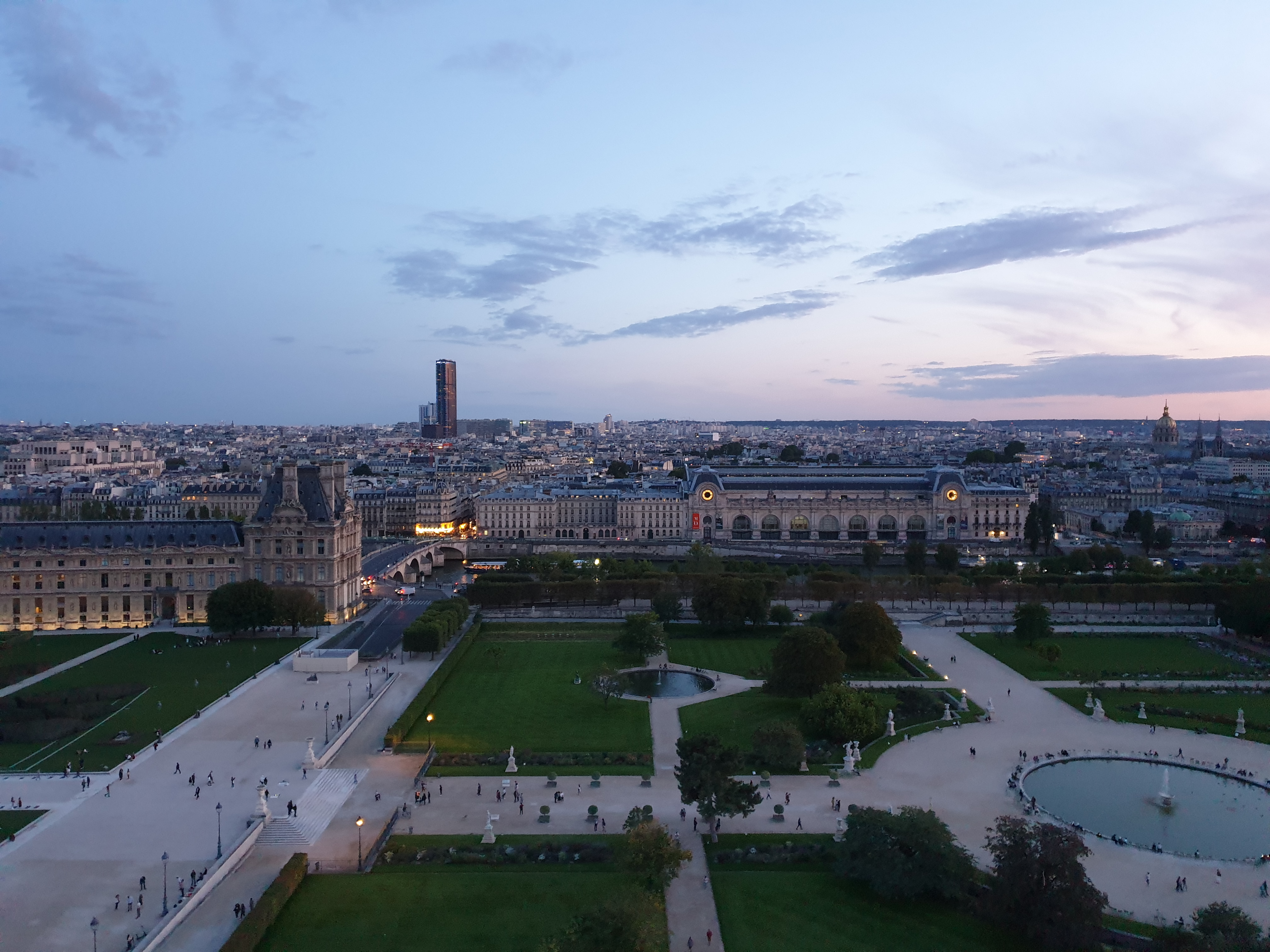
Tour Montparnasse vue depuis le jardin des Tuileries.

En 2003, sort un roman de Frédéric Beigbeder intitulé Windows on the world.
Son action se déroule lors des attentats du 11 septembre 2001 qui ont détruit le World Trade Center, à l'époque le plus haut gratte-ciel new-yorkais, et relate en particulier les derniers moments des clients du Windows on the World, le restaurant éponyme qui se trouvait au sommet de la tour nord.
À cela se mêle un autre récit, dans lequel le narrateur prend un café au sommet de la tour Montparnasse un an après ces évènements, créant ainsi un parallèle ; l'auteur lui-même y serait d'ailleurs monté pour se mettre en situation.
La tour Montparnasse est également un endroit crucial du Miroir de Cassandre de Bernard Werber, 2009

### Cinéma
- En 1971, Le Tueur, film de Denys de La Patellière, montre, dans un long plan de travelling vertical, la tour alors en construction ; le plan se termine sur le chantier au sol (générique de début : 1 min 08 s – 1 min 30 s).
- En 1972, Le Dernier Tango à Paris, film de Bernardo Bertolucci, montre la tour en construction au milieu du vieux Paris.
- En 1974, Le Fantôme de la liberté, film de Luis Buñuel, met en scène un tueur fou caché dans la tour (alors en fin de construction) ; armé d'un fusil, il tire au hasard sur une dizaine de personnes dans la rue ou dans leur appartement.
- En 1977, L'Imprécateur, film de Jean-Louis Bertuccelli, met en scène une compagnie multinationale, Rosery & Mitchell, installée dans une tour Montparnasse dont les fondations se fissurent.
- En 2001, La Tour Montparnasse infernale, film de Charles Nemes, met en scène une prise d'otage dans la Tour, déjouée par deux laveurs de carreaux (Eric et Ramzy).
- En 2006, le court métrage consacré au 14e arrondissement dans Paris, je t'aime met en scène Carole, une touriste américaine qui visite (notamment) la tour Montparnasse. On la voit bâiller de manière ostentatoire dans l'ascenseur menant au toit (le réalisateur Alexander Payne révèle cependant dans une interview[48] que la scène a en réalité été tournée dans un ascenseur d'un hôtel situé place Catalogne), avant d'admirer la vue sur Paris depuis la terrasse.
- À partir de 2007, la série Julie Lescaut est tournée dans la tour.

### Télévision
- Le restaurant du 56e étage est le décor de l'épisode Les Déjeuners d'affaires de la saison 1 des Minichroniques (1976).
- La tour tout entière est le décor principal de l’épisode 7 de la saison 3 (Oblivio) du dessin animé Miraculous Ladybug , dont l’intrigue se déroule à Paris.

## La cible…

### …d'attentats
La tour a failli être touchée par un attentat d'Action directe en 1986. En effet, le groupe terroriste menaçait la Société Le Nickel (SLN) – filiale du groupe Eramet – qui exploite le nickel de Nouvelle-Calédonie. Or la SLN avait des bureaux au 52e étage de la tour, ce qui est encore le cas en 2009.
Maxime Frérot, membre du groupe, avait donc dissimulé 11 kilogrammes de tolite dans le faux plafond des toilettes de ces bureaux, dans le but de les amorcer ultérieurement. Mais les policiers purent les découvrir à temps, grâce aux révélations qu'a faites Joëlle Crépet, l'une de ses complices, après avoir été arrêtée.
Selon un expert en explosifs du laboratoire central de la préfecture de police de Paris, l'explosion de cette charge aurait certes fait des dégâts, mais la structure de l'édifice aurait pu y résister, et il ne se serait pas effondré.
Il est possible que la tour ait été la cible du vol 8969 Air France le 24 décembre 1994, dont les passagers ont été pris en otages par des terroristes algériens membres du GIA pendant 48 heures. Le GIGN prit d'assaut cet avion à Marignane, mettant fin à la prise d'otages.
Le 13 novembre 2006, la tour a été victime d'une fausse alerte à la bombe ayant entraîné l'évacuation des quelque 3 000 personnes qui étaient alors présentes, et une inspection détaillée des membres du Service du déminage de la préfecture de police et par des policiers de la section cynophile de la PP.

### …de grimpeurs
La première ascension de la tour Montparnasse date de 1975. Elle a été réalisée par une cordée dont le leader est le grimpeur libériste pionnier, guide de haute montagne, Jean-Claude Droyer.
Alain Robert, le grimpeur urbain surnommé l'« homme araignée », l'a gravie à mains nues à quatre reprises, la première datant du 17 janvier 1995, après une heure et vingt minutes d'efforts, et par un vent d'une vitesse supérieure à 100 kilomètres à l'heure. Il s'agissait d'attirer l'attention sur le sort des sans-abris. Le journal de rue Le Réverbère était présent, vendant des exemplaires sur le parvis de la tour. La fondation Emmaüs de l'abbé Pierre devait également y participer, mais a reculé au dernier moment devant le caractère illégal de l'opération.
Le 22 septembre 2004 à 12 h 30, Alain Robert l'a escaladée pour faire la promotion de son second livre L'homme-araignée qui sortait le lendemain. À l'issue de cette ascension, qui a duré cette fois moins de 45 minutes, il a été interpellé par la police avant d'être remis en liberté. La société de sécurité privée gérant le service de sécurité générale de la tour, lui avait refusé de lui accorder l'autorisation de l'escalader et a déposé une plainte pour « dégradations ». Le 28 avril 2015, il gravit la tour une nouvelle fois en hommage aux victimes du séisme qui a dévasté le Népal le 25 avril 2015.
Le 18 septembre 2020, Marcin Banot, youtubeur polonais, parvient à atteindre le haut de la tour à mains nues et sans équipement. Il termine son ascension à 20 heures et se fait interpeller par la police, présente en haut de l'édifice.
Le samedi 5 décembre 2020, Leo Urban athlète et youtubeur, escalade la tour Montparnasse à mains nues. Il termine son ascension et se fait interpeller par la police à son arrivée.
Le 28 mars 2021, Alexis Landot, également youtubeur, a aussi escaladé la tour à main nue et sera arrêté après être redescendu.

### …d'adeptes dubase jump
Certains adeptes de base-jump sont parvenus à déjouer le service de sécurité de la tour Montparnasse et à sauter en parachute du haut de la tour.

### Suicides
Nicos Poulantzas s'est donné la mort en sautant de la tour.
Depuis la rénovation intervenue en 2011, des baies vitrées ont été installées sur la terrasse. Ces dernières ne peuvent pas être ouvertes et ne permettent pas de passer de l'autre côté. Par ailleurs, la terrasse est en retrait de plusieurs mètres par rapport au bord de la tour. Aussi faut-il accéder à la coursive du 58e étage pour avoir la possibilité de se jeter dans le vide du haut de la tour. Or elle n'est pas ouverte au public, et elle est protégée par d'importantes grilles de sécurité.
- Le 8 mars 2007, un homme de 27 ans, journaliste depuis trois ans à l'hebdomadaire La Vie, a pu y accéder grâce à sa carte de presse, en prétextant vouloir prendre des photos ; il a ensuite trompé la vigilance du pompier qui l'accompagnait[60].
- Le 24 juin 2006, un homme de 34 ans est parvenu à se suicider en escaladant les barrières[61].
- Le 30 août 1991, un homme est également parvenu à escalader les barrières[62].

## Culture
Depuis 2010, l’Observatoire panoramique de la Tour Montparnasse accueille le salon Paris se livre (créé en 2008), le salon des livres qui met en avant les ouvrages qui rendent hommage à la capitale à travers les arts, la littérature, l’histoire, les livres jeunesse…
La manifestation est organisée par l'Ensemble immobilier Tour Maine Montparnasse et la Mairie du 15e. Les éditions 2008 et 2009 se sont tenues dans la salle des fêtes de la Mairie du 15e.
Le Prix de la Tour Montparnasse et le Prix de la vie artistique parisienne sont remis chaque année, et les lauréats sont dotés d’un chèque de 2 500 € grâce au mécénat de l'Ensemble immobilier Tour Maine-Montparnasse et de la Mairie du 15e arrondissement de Paris.

## Galerie

Vue de face.
Vue de plain-pied.
Vue de profil.
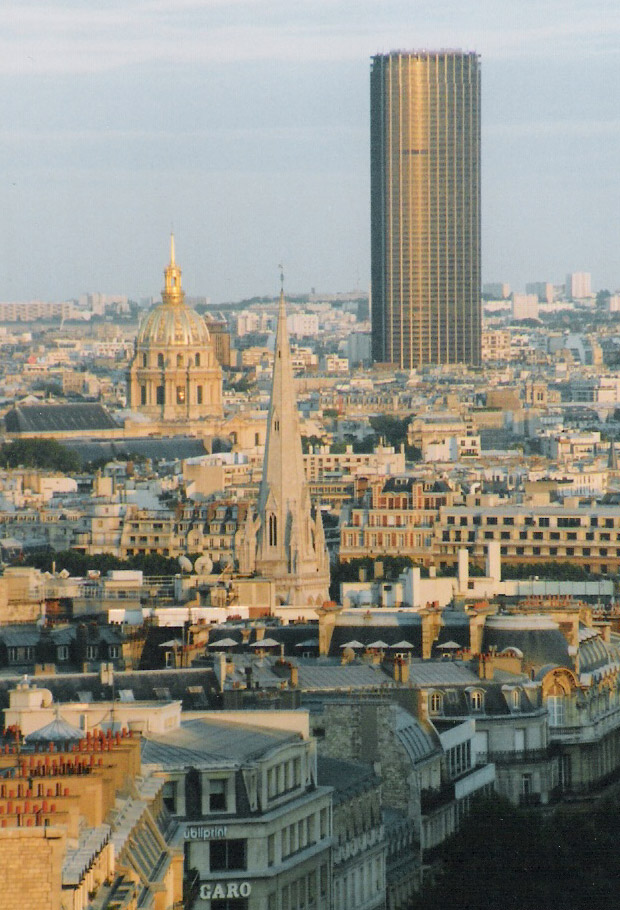
Vue depuis l'Arc de Triomphe.
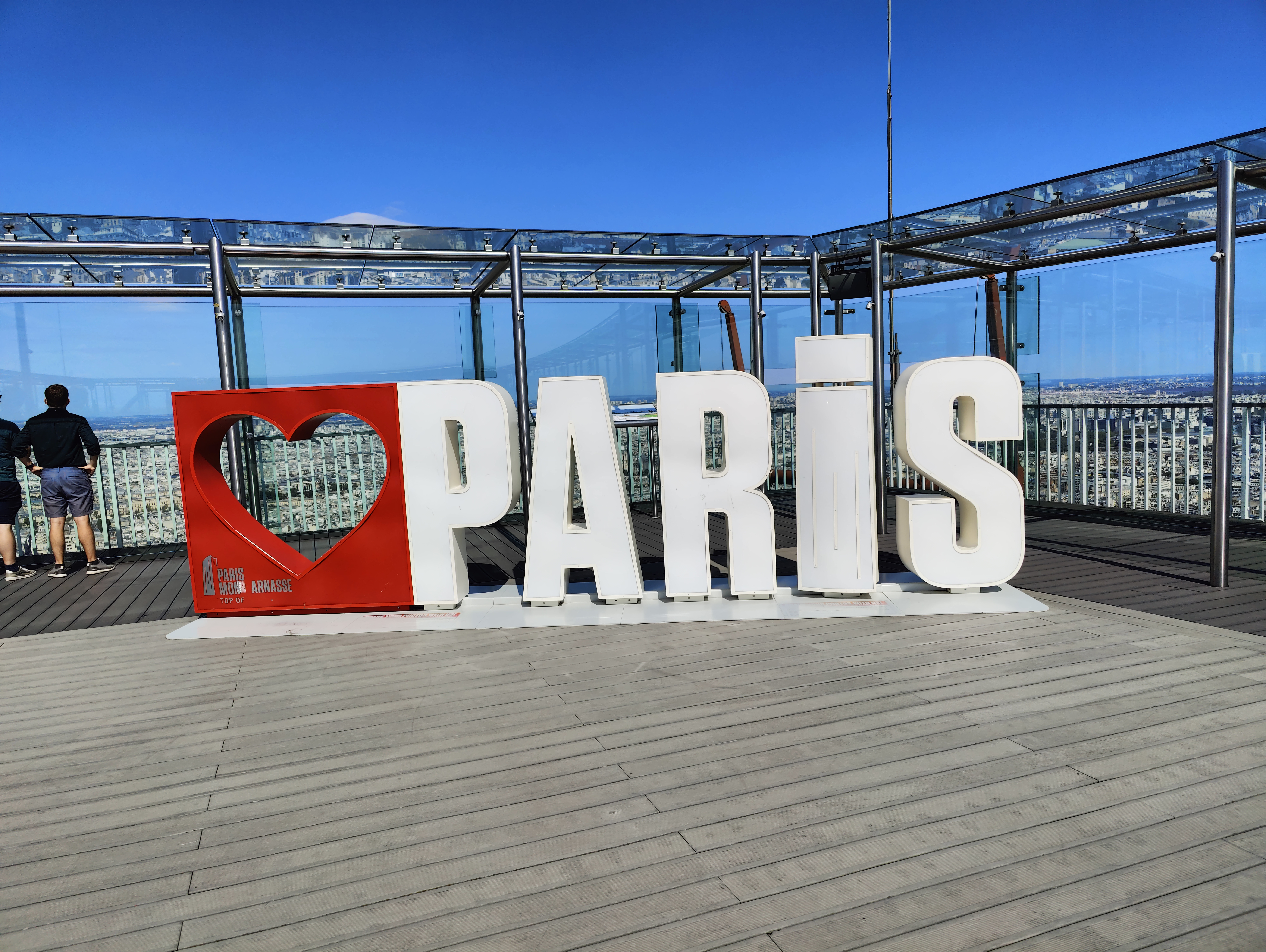
Terrasse avec j'aime Paris en cœur.
Un matin de l'année 2025

### Ressource radiophonique
- Fabrice Drouelle, « La tour Montparnasse ou la folie des grandeurs » [audio], émission Affaires sensibles (55 min), France Inter, 10 octobre 2024.